# Seduto alla sua destra
Seduto alla sua destra è un film italiano del 1968 diretto da Valerio Zurlini.
In origine l'opera doveva appartenere al film Amore e rabbia insieme agli episodi di Marco Bellocchio, Bernardo Bertolucci, Jean-Luc Godard, Carlo Lizzani e Pier Paolo Pasolini.

## Trama
Maurice Lalubi, leader di un movimento di liberazione africano, viene catturato dai mercenari del governo; in carcere conosce l'avventuriero italiano Oreste, imprigionato a causa dei suoi loschi traffici, e tra i due nasce una profonda amicizia. Lalubi viene sottoposto a varie torture per indurlo ad abiurare pubblicamente le sue idee ma resiste coraggiosamente; viene poi fatto uccidere dall'esercito, e Oreste con lui.

## Soggetto
Il film è ispirato alla vicenda del leader indipendentista congolese Patrice Lumumba, fatto uccidere dal dittatore Mobutu nel 1961.

## Critica
«Film riuscito solo in parte» **